# Hypotrachynicola rubra
Hypotrachynicola rubra är en svampart som beskrevs av Etayo 2002. Hypotrachynicola rubra ingår i släktet Hypotrachynicola, klassen Sordariomycetes, divisionen sporsäcksvampar och riket svampar.   Inga underarter finns listade i Catalogue of Life.